# J-Villagestadion
Het J-Villagestadion (Japans: Jヴィレッジスタジアム) is een multifunctioneel stadion in Fukushima, een stad in Japan. 
In het stadion is plaats voor 5.000 toeschouwers. Het stadion wordt vooral gebruikt voor voetbalwedstrijden, de voetbalclub TEPCO Mareeze maakt gebruik van dit stadion. Het werd ook gebruikt voor het Aziatisch kampioenschap voetbal onder 16 van 2004 dat van 4 tot en met 18 september in Japan werd gespeeld.